# 埃伯尔施泰因
埃伯尔施泰因是奥地利克恩顿州格兰河畔圣法伊特县的一个市镇。总面积65.2平方公里，总人口1535人，人口密度23.5人/平方公里（2005年）。